# Capabilité
 (avril 2013).
Si vous disposez d'ouvrages ou d'articles de référence ou si vous connaissez des sites web de qualité traitant du thème abordé ici, merci de compléter l'article en donnant les références utiles à sa vérifiabilité et en les liant à la section « Notes et références ».
 (avril 2013).
- Si vous ne connaissez pas le sujet, laissez ce bandeau (vous pouvez alors contacter les auteurs).
- Si vous supprimez le contenu mis en cause (vous pouvez préalablement contacter les auteurs),

argumentez précisément cette suppression dans la page de discussion
(un manque de référence n'est pas un argument ; une recherche réelle de référence doit avoir été effectuée, être formellement documentée).
Une « capabilité » (anglicisme), de l'anglais "capability", ou « capacité » ou « liberté substantielle », est, suivant la définition qu’en propose Amartya Sen, la possibilité effective qu’un individu a de choisir diverses combinaisons de « mode de fonctionnement ». Les « modes de fonctionnement » sont par exemple se nourrir, se déplacer, avoir une éducation, participer à la vie politique,. Nicolas Journet synthétise le concept d’Amartya Sen en indiquant que la « capabilité » est « la possibilité pour les individus de faire des choix parmi les biens qu’ils jugent estimables et de les atteindre effectivement ». Il affirme que ce terme de « capabilité » contient, à lui seul, l’essentiel de la théorie de la justice sociale développée par Amartya Sen, et que « son écho auprès des instances internationales et des acteurs du développement humain en fait aujourd’hui une des raisons pour lesquelles le développement d’un pays ne se mesure plus seulement à l’aide du PIB par habitant ».
L’approche des capabilités a par la suite connu d’importants développements, notamment dans les travaux de la philosophe Martha Nussbaum, qui relie l’approche des capabilités et la politique du care (mot anglais signifiant "soin") proposée par Joan Tronto, et souligne l’ancrage de cette approche dans la tradition de pensée libérale (anglo-saxonne) en même temps que son inspiration marxiste. Chez Amartya Sen, la notion prend racine dans la théorie du choix social ainsi que dans la philosophie morale et dans la philosophie de l'action analytique,.

## Une approche de la justice
John Rawls, auteur de la Théorie de la justice, prône l’égalité des « biens sociaux premiers ». Amartya Sen, tout en se situant dans la lignée de Rawls, critique cette approche en soulignant son inadéquation, du fait que l’égalité des biens sociaux premiers ne suffit pas à garantir que les individus jouiront de la même liberté effective, et que, dans certaines situations, la même quantité de biens sociaux premiers ne permettrait pas à deux personnes différentes d’effectuer les mêmes actes.
Afin de corriger ce qu’il considère comme une approche inadéquate, Amartya Sen défend l’approche des capabilités, qui modifie l’évaluation de la justice en la fondant, non pas sur les biens sociaux premiers, mais sur les capabilités. Il souligne en particulier que l’approche rawlsienne ne permet pas, par exemple, de résoudre adéquatement le « problème » posé par un invalide, ni de faire face aux différences dans les besoins de deux individus aux besoins ou au métabolisme différent. L’approche des capabilités vise essentiellement à corriger l’approche rawlsienne de la justice, en ne défendant plus simplement l’égalité des moyens (les biens sociaux premiers), mais l’égalité des possibilités effectives d’accomplir divers fonctionnements et d’effectuer certains actes.
L’approche par les capabilités permet également de comprendre et de combattre (par exemple, via le travail social) les interactions complexes entre inégalités et freins à la participation.

## Les développements de l’approche des capabilités
« Par libertés substantielles, j'entends l'ensemble des « capacités » élémentaires, telles que la faculté d'échapper à la famine, à la malnutrition, à la morbidité évitable et à la mortalité prématurée, aussi bien que les libertés qui découlent de l'alphabétisation, de la participation politique ouverte, de la libre expression, etc.
 »
- Un nouveau modèle économique. Développement, justice, liberté. Odile Jacob, 2000

L’approche des capabilités, développée par Amartya Sen pour corriger ce qu’il considérait comme un défaut de l’approche rawlsienne de la justice, a connu depuis d’importants développements. Conçue comme une approche de la justice au sens rawlsien, elle se situe au croisement de l’économie et de la philosophie. Martha Nussbaum souligne que cette approche, tout en s’éloignant de l’approche contractualiste adoptée par John Rawls, est plus inclusive en ce qu’elle permet d’affirmer immédiatement les droits de chaque individu. Elle note, dans Frontiers of Justice, que le contrat, dans sa forme rawlsienne, exige des partenaires qu’ils soient « relativement égaux » et rationnels, ce qui exclut de fait les personnes invalides ou handicapées mentales.
Une extension de l'approche des capabilités, a été publiée en 2014 par Jérôme Ballet, Damien Bazin, Jean-Luc Dubois et François-Régis Mahieu dans Freedom, Responsibility and Economics of the Person. Cet ouvrage tente de développer les notions imbriquées de personne, de responsabilité et de liberté en économie. Il est question de réconcilier la rationalité de l’individu et la morale de la personne. Ce livre contient une réflexion méthodologique (phénoménologie versus kantisme) dans le but de ré-humaniser la personne (au travers de ses actions mais aussi valeurs et normes qui créent autant de droits et obligations à hiérarchiser). Freedom, Responsibility and Economics of the Person est une extension (sous une forme très critique) de l’approche par les capabilités, car il est particulièrement discuté la notion de liberté (elle ne renvoie pas à une rationalité de choix comme présentée par les défenseurs de Sen). L’approche des capabilités de Sen, admet la liberté comme prisonnière d’une liberté purement fonctionnelle. Une telle conception ne considère pas la capacité des personnes à s’auto contraindre moralement (responsabilité). 
Comme le relèvent divers auteurs, cette approche est interdisciplinaire et si elle est utilisée par la recherche par exemple pour évaluer la pauvreté dans les pays en développement, ou des rapports et des indicateurs sociaux, elle trouve également des applications transversales dans un vaste éventail de domaines et de disciplines. 

### L’approche des capabilités dans l’héritage rawlsien
La première formulation de l’approche des capabilités, dans les travaux d’Amartya Sen, est conçue comme une correction de l’approche rawlsienne de la justice. La modification intervient au niveau de l’évaluation de la justice : tout en demeurant critique de l’utilitarisme, Sen considère que la justice exige que les individus soient effectivement capables d’accomplir divers fonctionnements. Partant de là, il remarque que l’approche en termes de « biens premiers » développée par Rawls est inadéquate, car la même combinaison de « biens premiers » ne permettra pas à deux individus différents (par leur travail, leur métabolisme, leur état physique) d’accomplir les mêmes fonctionnements. Les « biens sociaux », dont Rawls considère qu’ils sont centraux dans l’idée de justice, sont insuffisants selon Sen, car les individus n’ont pas forcément besoin de la même combinaison de biens pour être en mesure d’accomplir des actes identiques.

### Careet approche des capabilités

#### La formation de l’éthique ducarecomme critique de la justice rawlsienne
Bien que les théoriciennes majeures du care, en particulier Carol Gilligan et Joan Tronto, n’aient pas initialement développé l’approche des capabilités, il est nécessaire d’indiquer les grandes lignes de la divergence entre care et justice au sens rawlsien, car l’approche des capabilités, dans ses développements récents, s’est nourrie de trois sources en particulier : la justice au sens rawlsien, la théorie du care, et les premiers développements de l’approche des capabilités par Amartya Sen.
La théorie du care (que l’on peut traduire par « sollicitude ») s’adapte bien à la gestion de la responsabilité par les stakeholders concernant le RSE, les chercheurs Jérôme Ballet et Damien Bazin montrent que l’éthique de la sollicitude joue un rôle majeur dans la résolution des tensions, à travers le critère d’urgence, dans les procédures de discussions mises en place dans l’entreprise avec les stakeholders.